# Clint Dempsey
Clinton Drew Dempsey (Nacogdoches, Texas; 9 de marzo de 1983), más conocido como Clint Dempsey, es un exfutbolista estadounidense. Jugaba como volante ofensivo o delantero y su último club fue el Seattle Sounders F. C. de la Major League Soccer de Estados Unidos. También fue el capitán de la selección de fútbol de Estados Unidos.
Durante su juventud en Nacogdoches, Dempsey jugó para uno de los mejores clubes juveniles del estado, los Dallas Texans, antes de unirse al equipo de la Universidad de Furman. En el 2004, entró al draft de la Major League Soccer, siendo seleccionado por el New England Revolution e integrándose rápidamente al primer equipo. Pese a tener problemas con una lesión de quijada a principio de la temporada, logró anotar siete goles en 24 partidos con el Revolution. Hasta el 2012, Dempsey jugó para el Fulham F. C. de la Premier League de Inglaterra donde se convirtió en el máximo goleador del club en la Premier League. En mayo de ese año, hizo historia al convertirse en el primer estadounidense en anotar 50 goles en la Premier League a lo largo de su carrera. En 2013 regresó a la MLS para jugar con el Seattle Sounders F. C., firmando un contrato millonario.
Dempsey debutó con la selección sub-20 de Estados Unidos en la Copa Mundial de Fútbol Juvenil de 2003 en Emiratos Árabes Unidos. Jugó su primer partido con la selección mayor el 17 de noviembre de 2004 contra Jamaica y formó parte del equipo que viajó a Alemania para jugar el mundial de fútbol en el 2006, anotando el único gol de Estados Unidos en el torneo. Tiene el récord por haber anotado el gol más rápido en la historia de las eliminatorias de Estados Unidos, tras anotar el primer gol en la derrota contra Jamaica por 1 a 2 a los 47 segundos de comenzado el partido. También fue el autor del gol más rápido en la historia de su selección en un Mundial, anotando a los treinta segundos en la victoria 2-1 frente a Ghana en la Copa Mundial de Fútbol de 2014. Ese gol además lo convirtió en el único estadounidense en anotar en tres Copas del Mundo consecutivas.
El 22 de julio de 2017 marca su gol número 57 con la selección estadounidense durante la Copa de Oro, igualando a su compañero Landon Donovan como goleador histórico de la selección de ''las barras y las estrellas''.

## Juventud
Dempsey nació en Nacogdoches, Texas, y durante gran parte de su niñez, su familia vivió en una casa rodante, donde él y sus hermanas crecieron jugando fútbol con los niños de la zona o cualquiera que encontrasen. Dempsey posee pasaporte irlandés debido a su ascendencia irlandesa a través de sus abuelos. Su hermano mayor, Ryan Dempsey, recibió una oferta para probarse en el club juvenil Dallas Texans, un club juvenil de élite. Sin embargo, fue el Dempsey menor, quien lo había acompañado, el que fue reclutado luego de que lo vieran jugando con el balón a un lado de la cancha. Dempsey se convirtió en un jugador clave en el equipo desde temprana edad, pero tuvo que abandonarlo debido a los problemas financieros de su familia cuando su hermana Jennifer comenzó a entrar a los rankings juveniles de tenis. No obstante, varios padres de sus compañeros de equipo se ofrecieron a ayudar a los Dempseys con los gastos y viajes, permitiéndole así regresar al club.
Así fue que pasó a ser capitán y máximo anotador de los Texans, siendo nombrado el jugador más valioso en el torneo Tampa Bay Sun Bowl. Le ofrecieron jugar en el equipo juvenil del Arsenal FC, pero debido a que su primo Arya Ashtari se encontraba muy enfermo finalmente tuvo que dejar pasar la oferta. Dempsey se unió a la Universidad de Furman y fue un jugador clave para los Paladins. En sus tres temporadas en Furman, Dempsey jugó como titular en 61 de 62 partidos como mediocampista y anotó 17 goles.

## Carrera profesional

### New England Revolution
El New England Revolution seleccionó a Clint Dempsey en el MLS SuperDraft de 2004. En su temporada de novato, jugó 23 de 24 partidos como titular anotando 7 goles. Dempsey ayudó al Revolution a llegar a las finales de la Conferencia del Este y recibió el premio al novato del año ese mismo año. En el 2005 Dempsey anotó 10 goles y registró 9 asistencias en 26 partidos. Anotó el gol de la victoria en la final de la Conferencia del Este en el camino a la final de la Copa de la MLS. Al año siguiente Dempsey anotó 8 goles más, pero se perdió gran parte de los playoffs debido a una lesión. Entró desde la banca el a final de la Copa de la MLS, pero el Revolution volvió a perder la final, esta vez por penales.

### Fulham

#### Temporada 2006/2007

Dempsey entrenando con Fulham en agosto de 2009

En diciembre de 2006, el club inglés Fulham ofreció a la MLS $4 millones por la transferencia de Dempsey, el monto más alto ofrecido por un jugador de la MLS hasta la fecha. El 11 de enero de 2007 recibió un permiso de trabajo de la oficina de inmigración del Reino Unido, fecha en la que Fulham anunció oficialmente el traspaso del jugador. Esto convirtió a Dempsey el jugador estadounidense más caro que haya sido exportado a la Premier League, en un pase que se reportó llegó a ser de £2 millones.
Dempsey debutó con el Fulham jugando en Craven Cottage y empatando con Totteham Hotspur 1-1 el 20 de enero. Siete días después debutó en la FA Cup con una victoria 3-0 sobre el Stoke City. Dempsey anotó su primer gol con el Fulham el 5 de mayo, cuando convirtió el único gol del partido en la victoria sobre el Liverpool FC 1-0. Este gol salvó a Fulham del descenso y les garantizó un puesto en la Premier League en la temporada siguiente.

#### Temporada 2007/2008
El 25 de agosto, Dempsey anotó su primer gol de la temporada 2007-08 en la derrota 2-1 contra Aston Villa Luego de esto anotó en el siguiente partido del Fulham en un empate en casa 3-3 con Totenham el 1 de septiembre. Dos semanas después abrió el marcador en el empate de Fulham contra Wigan Athletic 1-1. Estos goles significaron que Dempsey había anotado tres veces en tres partidos luego de que el entrenador Lawrie Sánchez lo convirtiera en delantero luego de que su compatriota Brian McBride se lesionara. El 29 de septiembre, Dempsey tuvo una colisión aérea con John Terry durante un empate sin goles en Stamford Bridge que resultó en la sustitución de Terry. Hubo especulación de que Dempsey habría golpeado a Terry en forma deliberada con el codo, sin embargo, no fue castigado por el incidente ya que el árbitro del partido, Martin Atkinson no lo reportó a la Asociación de Fútbol de Inglaterra.
El 3 de noviembre, Dempsey anotó un gol durante la victoria en casa sobre el Reading, asegurando tan solo su segunda victoria de la temporada en la liga. Anotó sus últimos goles de la temporada en un empate 1-1 en casa contra Wigan y una derrota 5-1 contra Totteham en diciembre. En mayo de 2008, Fulham anunció que Dempsey había extendido su contrato, manteniéndolo en el club hasta el verano de 2010. Fulham venció a Porstmouth en el último día de la temporada para, una vez más, volver a asegurar su puesto en la Premier League por otro año más. Terminó la temporada como el máximo anotador del equipo, con seis goles.

#### Temporada 2008/2009
Dempsey anotó su primer gol de la temporada 2008-09 en un empate como visitante 1-1 con Portsmouth el 26 de octubre. Su primer gol en cancha local lo consiguió en la victoria 3-0 sobre el Middlesbrough el 20 de diciembre. Ocho días después anotó dos veces en el derby del oeste de Londres contra Chelsea, incluyendo el gol del empate sobre el último minuto en un partido que terminó 2-2. El 24 de febrero de 2009, Dempsey anotó su primer gol en la FA Cup en la victoria 2-1 del Fulham sobre Swansea City en la quinta ronda. Su último gol en Craven Cottage de la temporada llegó en una derrota 2-1 contra Blackburn Rovers el 11 de marzo. Fulham vino desde atrás para vencer al Manchester City 3-1 de visitante, donde Dempsey anotó dos goles el 12 de abril. Por segunda temporada consecutiva, Dempsey terminó como el máximo goleador del Fulham en la Premier League junto con Andrew Jonhson con siete goles. Estos goles ayudaron a Fulham a terminar el séptimo lugar en la Premier League, la posición más alta alcanzada en la historia del club, y confirmando su clasificación a la UEFA Europa League en la temporada siguiente.

#### Temporada 2009/10
El 13 de agosto de 2009, Dempsey firmó una extensión a su contrato con Fulham hasta el 2013. El 20 de agosto anotó su primer gol en una competición europea, en la recientemente formada UEFA Europa League, anotando el segundo gol de Fulham en su victoria contra Amkar Perm en la ronda de play-offs.
El 30 de diciembre, La Gazzetta dello Sport incluyó a Dempsey en la lista de los once mejores jugadores de la Premier League de la temporada. El 17 de enero de 2010, Dempsey sufrió lo que se sospechaba era una lesión de ligamento cruzado de la rodilla en la derrota 2-0 contra Blackburn Rovers. Regresó a la acción el 11 de marzo, entrando en el último minuto del partido contra Juventus F.C. en la Europa League y luego jugando 72 minutos en su derrota contra Manchester United en la liga. El 18 de marzo, Dempsey entró como suplente en el partido de vuelta por los octavos de final en la Europa League contra Juventus, anotando el gol que les daría la clasificación con un gol desde fuera del área. Fulham terminó ganado el partido 4-1 dándole a Fulham un premio, al igual que a Dempsey por su "hermoso" gol. El periódico británico The Guardian indicó que ese gol "podría convertirse en el gol más importante en la historia de Fulham", y efectivamente fue votado como tal por los hinchas del Fulham en julio de 2012. El 12 de mayo, Dempsey reemplazó a Bobby Zamora en el minuto 55 de la final de la Europa League, haciendo historia al convertirse en el primer estadounidense en jugar una final en uno de los más importantes torneos europeos. Al final, Fulham perdió el partido 2-1 tras el gol de Diego Forlán anotado en el minuto 116 en tiempo extra. Sus actuaciones en Europa durante la temporada 2009-10 lo hicieron merecedor de ser nombrado el jugador estadounidense más valioso en Europa por parte de blogs como SoccerOverThere.com.

#### Temporada 2010/11
Dempsey continuó siendo titular, solo uno de cinco estadounidenses que lo hacían en ese entonces. El 18 de septiembre de 2010, anotó el gol del empate en contra de Blackburn Rovers en Ewood Park para extender la racha invicta del Fulha en la Premier League. El 2 de octubre, anotó contra Robert Green del West Ham United, el mismo portero contra el cual anotó en la Copa del Mundo. Continuó su buena racha anotando dos goles contra Wigan Athletic el 30 de octubre en la victoria 2-0 del Fulham. El 22 de enero, Dempsey anotó otro doblete contra Stoke City F.C., poniendo a Fulham fuera de la zona de descenso.
El 19 de marzo, Dempsey se convirtió en el primer estadounidense en anotar 10 goles en una temporada de la Premier League, superando al anterior récord de Brian McBride de nueve conseguido también con el Fulham en las temporadas 2005-06 y 2006-07.
Clint Dempsey rompió el récord de la mayor cantidad de goles anotados con el club al anotar dos goles en la victoria 3-0 sobre Bolton el 27 de abril de 2011. Hasta la temporada 2010-11 había anotado un total 33 goles con el equipo en la Premier League, superando tanto a Brian McBride y Steed Malbranque, cada uno con 32. Terminó la temporada con 13 goles y fue seleccionado como mejor jugador del Fulham de la temporada por los hinchas.

#### Temporada 2011/12
Dempsey volvió al primer equipo anotando dos goles en su primer partido en la Europa League de la temporada contra Dnipro Dnipropetrovsk en Craven Cottage. El 5 de diciembre, Dempsey anotó en el minuto 85 para asegurar una victoria 1-0 contra Liverpool en Craven Cottage. Dempsey anotó su quinto gol en la Premier League esta temporada en la victoria contra el Bolton 2-0 el 17 de diciembre, dejando al Fulham a 6 puntos de la zona del descenso.
En el derby de Londres jugado contra el Chelsea F.C. en Boxing Day, Dempsey anotó el gol del empate en un partido que terminaría 1-1. Días después anotaría la primera tripleta de su carrera profesional en la victoria 4-0 contra Charlton Athletic por la tercera ronda de la FA Cup. El 21 de enero de 2012, Dempsey anotó otra tripleta, esta vez en la victoria del Fulham 5-2 sobre el Newcastle. De esta manera Dempsey se convirtió en el primer estadounidense en la historia en anotar una tripleta en un partido de la temporada regular de la Premier League. Dempsey anotó su décimo gol en la liga y su decimosexto en todas las competiciones esta temporada en el empate contra West Brom el 1 de febrero de 2012. En la victoria 2-1 contra el Stoke City, el 11 de febrero, "anotó" el primer gol del partido. Debido a que el balón golpeó en el travesaño y luego fue impulsada hacia el gol por el portero Thomas Sorensen, el gol se lo atribuyeron a él como autogol. El 4 de marzo continuó con su buena racha, anotando 2 goles en la victoria 5-0 sobre Wolverhampton Wanderers. El 8 de marzo de 2012, el técnico del Fulham, Martin Jol, indicó que el club se encontraba en charlas con Dempsey para extender su contrato por 3 años más. El 31 de marzo volvió a anotar en la victoria 2-1 sobre el Norwich City. En el empate 1-1 contra el Chelsea el 9 de abril de 2012, Dempsey anotó el gol del empate para el Fulham, marcando un nuevo récord como el jugador estadounidense en anotar más goles con un club europeo en una sola temporada con 22, aumentando los rumores de que podría ser traspasado a otro club al final de la temporada. A este récord se le suma el alcanzando dos días antes, cuando con su gol en la victoria 2-1 sobre el Norwich City se convirtió en el máximo anotador del Fulham FC en una sola temporada en la Premier League con 14 goles. Dempsey volvió a hacer historia el 6 de mayo de 2012, anotando el primer gol de su equipo en la victoria 2-1 sobre el Sunderland AFC, llegando a 17 goles en la temporada y convirtiéndose en el primer estadounidense en anotar 50 goles en la Premier League a lo largo de su carrera. Terminó la temporada anotando 23 goles y entregando 8 asistencias en todas las competiciones disputadas por el Fulham. Además, Dempsey terminó cuarto en la votación del Jugador del Año de la Premier League por parte de la prensa inglesa, detrás de Robin van Persie, Wayne Rooney y Paul Scholes.
A finales de la temporada y los meses siguientes, hubo fuertes rumores de que el Liverpool, el Arsenal y el AS Roma de la Serie A italiana estarían tras los servicios de Dempsey. El Fulham rechazó una oferta formal hecha por el Liverpool en julio de 2012, y días después de que se "filtrara" una noticia de que Dempsey se había unido al club de Merseyside, el Fulham desmintió rumores de que haya recibido una nueva oferta y rápidamente desalentó a cualquier equipo de realizar cualquier oferta por el volante.

#### Temporada 2012/13
Días antes de comenzar la temporada y después de meses de rumores de que Dempsey estaría dejando el Fulham, Martin Jol declaró que Dempsey no sería parte del equipo que enfrentaría al Norwich City en la primera fecha, indicando que Dempsey había dejado en claro que "se quería marchar y no estaba listo para seguir jugando en este equipo". Jol también dijo que esta era una situación "vergonzosa", ya que Dempsey había afirmado que se iba a ir al Liverpool, pero este último nunca hizo una oferta formal. No obstante, Jol se bajó de tono en sus declaraciones luego del partido contra el Norwich, indicando que aún tenía esperanzas que Dempsey se quede con el club y dirigiendo gran parte de su frustración con la situación hacia el Liverpool.

### Tottenham Hotspur

#### Temporada 2012/13
El 31 de agosto de 2012, a horas antes de que se cierre el libro de pases, Tottenham fichó a Dempsey por un monto aproximado de 6 millones de libras y un contrato por tres años. Horas antes, Dempsey había rechazado una oferta similar del Aston Villa, indicando que su primera opción era fichar con el Liverpool FC. Muy cerca de que se cierre el libro de pases y cuando todo indicaba que los rojos se harían de sus servicios, Tottenham hizo una oferta de última hora que tanto el Fulham como Dempsey terminaron aceptando. Una vez llegado al club, Dempsey recibió el número 2 para su camiseta, un número poco común para jugadores ofensivos, pero cuyo significado se debe al pseudónimo usado por Dempsey cuando rapea, Deuce, el cual en inglés quiere decir "dos". En una entrevista en noviembre de 2012, Dempsey también reveló que el número 2 era el número que utilizó cuando jugó al fútbol universitario.
Dempsey hizo su debut con el Tottenham el 16 de septiembre de 2012, ingresando en el minuto 78 por Gareth Bale en la victoria 3-1 como visitante sobre el Reading. Jugó su primer partido como titular el 20 de septiembre de 2012, jugando 75 minutos en el empate 0-0 ante la SS Lazio italiana por el primer partido de la fase de grupos de la UEFA Europa League 2012/13 de los Spurs. Debutó como titular en la Premier League, jugando 88 minutos en la victoria 2-1 sobre Queens Park Rangers el 23 de septiembre de 2012. Anotó su primer gol con el club el 29 de septiembre de 2012, anotando el tercer gol en la victoria 3-2 sobre el Manchester United en Old Trafford. Esta victoria fue la primera vez que los Spurs vencían al Manchester desde 2001 y la primera vez que lo hacía en Old Trafford desde 1989.
El 19 de noviembre de 2012 ganó el premio al Futbolista del Año en Estados Unidos, reconocimiento que recibió por tercera vez en su carrera y por segundo año consecutivo.
El 6 de diciembre de 2012 provocó un autogol en la victoria 3-1 ante el Panathinaikos, resultado que aseguró el pase de los Spurs a la siguiente ronda de la Europa League 2012/13. Meses después, por los cuartos de final del mismo torneo continental, Dempsey anotó los dos goles de su equipo en el partido de vuelta frente al FC Basel, enviando así la serie al tiempo extra y posteriormente tiros penales. No obstante, Tottenham cayó en la definición, quedando así fuera del torneo.

#### Temporada 2013/14
Durante la pretemporada 2013/14, Tottenham anunció que Dempsey había sido incluido en la lista de jugadores del club que estaban a la venta, y semanas después se confirmó su partida.

### Seattle Sounders FC
El 3 de agosto de 2013 Dempsey dejó el fútbol inglés para regresar a la MLS, fichando un contrato millonario con el Seattle Sounders FC. Su contrato, que corre hasta el año 2016, alcanza los 42 millones de dólares estadounidenses e iguala el récord de David Beckham como la mayor suma de dinero pagada por un jugador por parte de un equipo de la Major League Soccer.

#### Temporada 2013
Dempsey hizo su debut con los Sounders ingresando en el primer tiempo por el lesionado Obafemi Martins de un partido contra Toronto FC el 10 de agosto de 2013. El 25 de agosto jugó su primer partido como local en Seattle ante un lleno completo de 67.000 espectadores en el CenturyLink Field en el clásico del noroeste del Pacífico frente al Portland Timbers.

#### Cesión al Fulham FC
El 24 de diciembre de 2013 Dempsey volvió a fichar con el Fulham FC en condición de préstamo por dos meses. Volvió a jugar con la camiseta del Fulham el 4 de enero de 2014 en la tercera ronda de la FA Cup en contra del Norwich City. Dempsey jugó todo el partido, el cual terminaría 1-1, además de participar en la victoria 3-0 Craven Cottage por el partido de desempate. En total, Dempsey terminaría su periodo de préstamo en el club de Londres con tan solo 7 partidos jugados y sin anotar goles.

#### Temporada 2014
Dempsey inició la temporada 2014 anotando un gol en el partido inaugural ante el Toronto F.C.. Luego de ausentarse en el segundo partido de la temporada, Dempsey fue titular en el Clásico de Casacadia, anotando una tripleta en el empate 4-4 frente a Portland y siendo nombrado como jugador del partido. Una semana después, Dempsey anotó un doblete y volvió a ser nombrado jugador del partido en la victoria 3-2 como visitante sobre el FC Dallas. Dempsey continuó su dominante actuación en la temporada anotando otros dos goles y siendo nombrado como jugador del partido por tercera ocasión consecutiva en la victoria 4-1 sobre Colorado Rapids el 26 de abril.
En el partido de vuelta frente al rival de los Sounders, el Portland Timbers, Dempsey volvió a ser figura y anotó un gol y entregó una asistencia en victoria 4-2 como visitantes.
Dempsey terminó su primera temporada completa con Seattle como el segundo máximo goleador del equipo detrás de Obafemi Martins, consiguiendo un total de 15 goles en la temporada regular.

#### Temporada 2015
Comenzó la temporada 2015 anotando dos goles en el partido inaugural frente al New England Revolution el 8 de marzo, ayudando a su equipo a ganar el encuentro 3-1.
El 16 de junio de 2015 se vio involucrado en un controversial incidente en el cual rompió la libreta y tarjetas del árbitro en un partido por la US Open Cup frente al Portland Timbers, resultando en su expulsión de dicho encuentro. La Major League Soccer lo castigó con una suspensión de tres partidos en la liga, mientras que el panel disciplinario de la Copa lo suspendió por seis partidos de dicho torneo o tres años, cual sea más largo.

## Clubes
| Club                   | País           | Año         |
| ---------------------- | -------------- | ----------- |
| New England Revolution | Estados Unidos | 2004 - 2006 |
| Fulham F. C.           | Inglaterra     | 2007 - 2012 |
| Tottenham Hotspur      | Inglaterra     | 2012 - 2013 |
| Fulham F. C. (cesión)  | Inglaterra     | 2014        |
| Seattle Sounders F. C. | Estados Unidos | 2013 - 2018 |

## Selección nacional

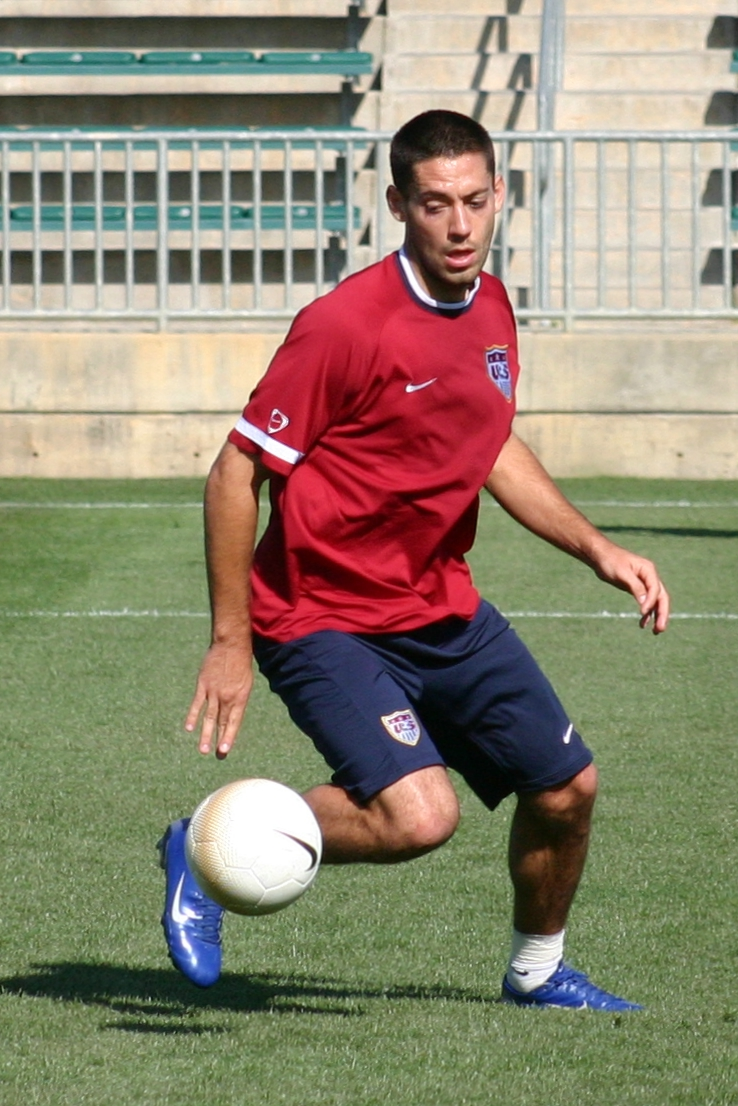
Demspey en un entrenamiento con la selección de en abril de 2006

Dempsey debutó con la selección de fútbol de Estados Unidos en la Copa Mundial de Fútbol Juvenil de 2003 en los Emiratos Árabes Unidos. Obtuvo su primera presentación con la selección mayor el 17 de noviembre de 2004, jugando contra Jamaica. Con la selección, ha jugado en forma frecuente como delantero debido a su gran habilidad para anotar y su juego aéreo, pero su rol preferido y habitual es el de volante.
En el año 2006 recibió el mayor honor para un jugador de fútbol en Estados Unidos, cuando recibió el premio Honda al jugador del año, ganando en votos a sus futuros compañeros en el Fulham, Kasey Keller y Brian McBride. Dempsey recibió 207 de 237 votos de periodistas especializados para hacerse con el premio.
El 2 de mayo de 2006, Dempsey fue incluido en la nómina de Estados Unidos para la Copa Mundial de Fútbol en Alemania. Fue el único jugador estadounidense en anotar un gol en el torneo, cuando anotó el gol del empate en la eventual derrota contra Ghana por 2 goles a 1.
En el primer partido de la campaña clasificatoria para la Copa Mundial de Fútbol de 2010, Dempsey anotó el segundo gol más rápido en la historia de las eliminatorias de Estados Unidos cuando, con un disparo rasante a los 53 segundos de haber comenzado el partido contra Barbados, anotó el primero en la victoria de su selección por 8-0.
Dempsey fue parte de la representación estadounidense que compitió en la Copa Confederaciones de 2009. En el último partido de la fase grupo contra Egipto, Dempsey anotó un gol de cabeza luego de un centro de Jonathan Spector, poniendo el 3-0 final a favor de Estados Unidos en ese partido. Este resultado, combinado con la victoria 3-0 de Brasil sobre Italia dio a Estados Unidos el pase a la semifinal. En el partido semifinal ante la selección de España, Dempsey anotó el gol que puso a Estados Unidos arriba en el marcador por 2-0, enviándolos así a la final. Fue nombrado el jugador del partido. Dempsey anotó por tercera vez consecutiva en la final de la Copa Confederaciones ante Brasil, capitalizando otro centro de Spector en el minuto 10 del partido para abrir el marcador. Luego de la derrota, recibió el balón de bronce como el tercer mejor jugador del torneo. Ese año terminó la fase clasificatoria para la Copa Mundial de Fútbol, empatado con Landon Donovan como segundo mejor goleador, detrás de Jozy Altidore, con cinco goles en trece partidos.
El 12 de junio de 2010, Dempsey se convirtió en el segundo jugador estadounidense (después de Brian McBride) en anotar en más de una copa del mundo cuando anotó el gol del empate contra Inglaterra en el primer partido de los estadounidenses en la copa del mundo de 2010, luego de que el arquero del West Ham United y la selección inglesa, Robert Green, cometiera un grave error.
Dempsey fue parte del equipo de los Estados Unidos que compitió en la Copa de Oro de la CONCACAF 2011, terminando como el mayor goleador del equipo, anotando tres goles en seis partidos. Estados Unidos alcanzó la final pero cayó ante México 4-2.

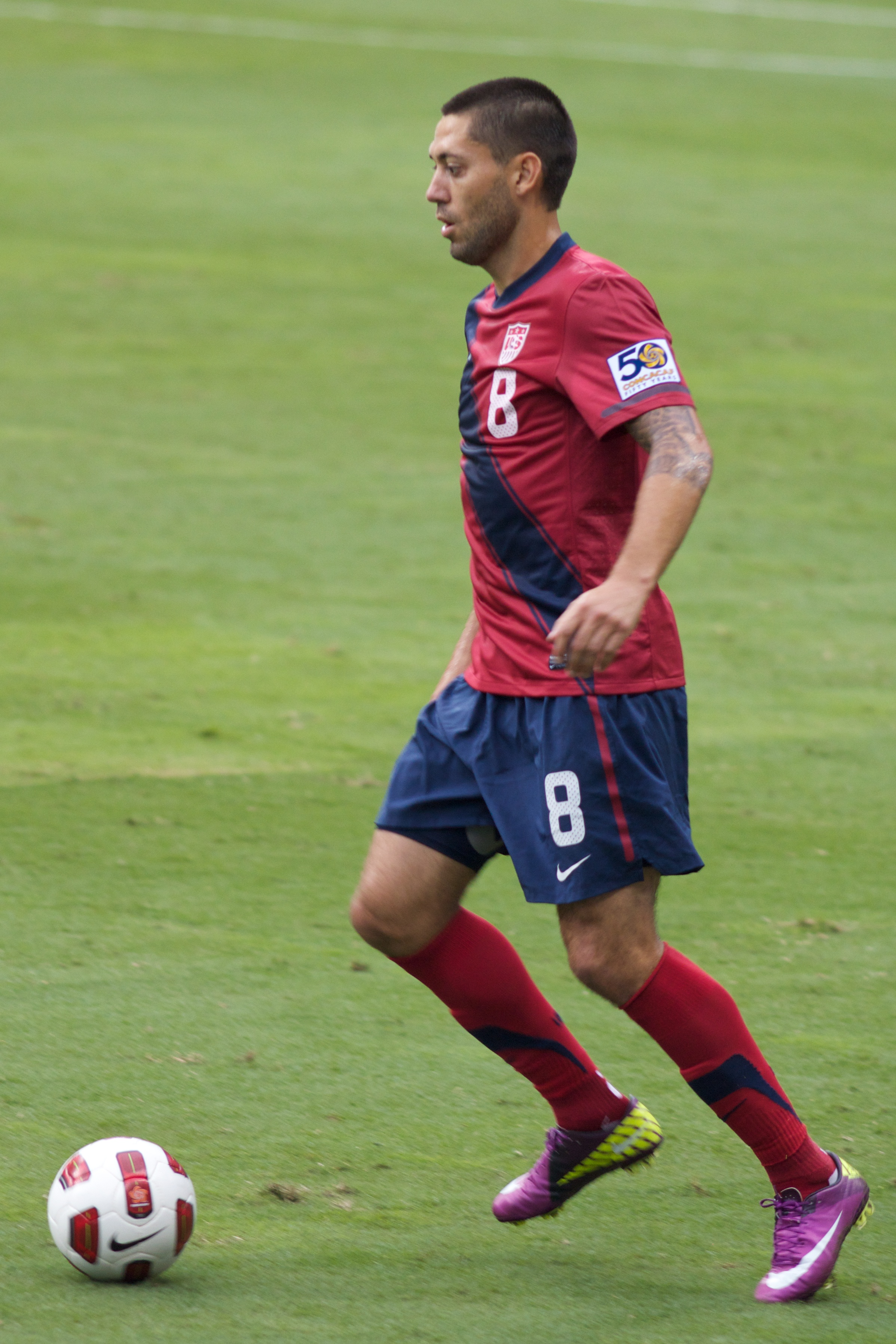
Dempsey jugando para estados Unidos en la Copa de Oro de la Concacaf de 2011.

Desde que Jürgen Klinsmann se hizo cargo de la selección estadounidense en 2011, Dempsey ha sido convocado para casi todos los partidos. El entrenador alemán también ha dado a entender que Dempsey es una pieza clave para los planes de clasificación de Estados Unidos para la Copa Mundial de Fútbol de 2014. A finales de 2011, Dempsey fue nombrado como el Futbolista del Año en Estados Unidos por parte de la Federación de Fútbol de los Estados Unidos, gracias a sus buenas actuaciones en Europa y con la selección nacional.
El 29 de febrero anotó su gol número 25 con la selección de fútbol de los Estados Unidos en la histórica victoria 1-0 sobre Italia en Génova.
El 7 de septiembre de 2012 jugó su primer partido competitivo después de dos meses y medio de inactividad, siendo titular y anotando el único gol de su selección en la derrota 1-2 ante Jamaica en Kingston por las eliminatorias para la Copa Mundial de Fútbol de 2014. El gol de Dempsey, anotado a los 35 segundos de iniciado el partido, fue el gol más rápido anotado por los Estados Unidos en la historia de sus participaciones en eliminatorias mundialistas, superando al gol que él mismo había anotado cuatro años antes ante Barbados a los 53 segundos de iniciado el partido.
En noviembre de 2012 Dempsey fue nombrado como Futbolista del Año en los Estados Unidos por segundo año consecutivo.
Dempsey anotó su segundo doblete con la selección de Estados Unidos, además de entregar una asistencia para Carlos Bocanegra, participando así en los tres goles de su selección en la victoria 3-1 sobre Guatemala por el último partido de la tercera fase de las eliminatorias de la Concacaf a la Copa Mundial de Fútbol de 2014 el 16 de octubre de 2012. Además, sus dos goles en ese partido lo igualaron con Brian McBride en el tercer puesto de los máximos goleadores históricos de la selección norteamericana con 30 anotaciones.
En marzo de 2013, el entrenador Jürgen Klinsmann nombró a Dempsey como el nuevo capitán de la selección, reemplazando en esta función a Carlos Bocanegra. El 6 de septiembre de ese mismo año llegó a su partido número 100 por la selección norteamericana ante Costa Rica por las eliminatorias a la Copa Mundial de Fútbol de 2014, además anotó un gol de penal, a pesar de que su equipo cayó por 3-1 en San José.
El 12 de mayo de 2014, Klinsmann incluyó a Dempsey en la lista provisional de 30 jugadores con miras a la Copa Mundial de Fútbol de 2014. Finalmente, su puesto fue confirmado cuando fue incluido en la lista definitiva de 23 jugadores el 22 de mayo. Dempsey anotó su primer gol en el torneo a los 30 segundos de iniciado el partido inicial de los Estados Unidos frente Ghana, haciendo de la anotación la quinta más rápida en la historia de los mundiales, además de convertirlo en el primer estadounidense en anotar goles en tres Copas Mundiales consecutivas. Volvió a anotar días después en el empate 2-2 frente a Portugal; finalmente terminaría el Mundial con dos goles marcados.
Gracias a sus actuaciones tanto con la selección nacional como con su club en la Major League Soccer, Dempsey fue uno de los seis nominados al premio al Futbolista del Año en Estados Unidos en noviembre de 2014.
El 23 de junio de 2015, fue incluido en la nómina final de 23 jugadores que participó de la Copa de Oro de la Concacaf en 2015, siendo el único jugador de la nómina en jugar el torneo por tercera ocasión. En los cuartos de final frente a Cuba, Dempsey anotó su primera tripleta con la selección nacional, ayudando a su equipo a alcanzar las semifinales y despachar 6-0 a los caribeños.
En junio de 2016, Dempsey fue incluido en la lista oficial de jugadores que disputaron la Copa América Centenario en su país. El veterano delantero fue clave para la selección norteamericana en la fase de grupos, anotando un gol frente a Costa Rica y un segundo frente a Paraguay, ayudando a los Estados Unidos a ganar el Grupo A y pasar a la siguiente ronda del torneo. En cuartos de final, fue nombrado jugador del partido en la victoria ante Ecuador por 2-1 luego de marcar el primer tanto y asistir en el segundo en dicho encuentro.

### Participaciones en Copas del Mundo
| Mundial                        | Sede      | Resultado        | Partidos | Goles |
| ------------------------------ | --------- | ---------------- | -------- | ----- |
| Copa Mundial de Fútbol de 2006 | Alemania  | Primera fase     | 2        | 1     |
| Copa Mundial de Fútbol de 2010 | Sudáfrica | Octavos de final | 4        | 1     |
| Copa Mundial de Fútbol de 2014 | Brasil    | Octavos de final | 4        | 2     |

### Participaciones en Copas de Oro
| Copa             | Sede                      | Resultado  | Partidos | Goles |
| ---------------- | ------------------------- | ---------- | -------- | ----- |
| Copa de Oro 2005 | Estados Unidos            | Campeón    | 4        | 1     |
| Copa de Oro 2007 | Estados Unidos            | Campeón    | 5        | 1     |
| Copa de Oro 2011 | Estados Unidos            | Subcampeón | 6        | 3     |
| Copa de Oro 2015 | Estados Unidos y · Canadá | 4° puesto  | 6        | 7     |
| Copa de Oro 2017 | Estados Unidos            | Campeón    | 6        | 1     |

### Participaciones en Copa América
| Copa              | Sede           | Resultado | Partidos | Goles |
| ----------------- | -------------- | --------- | -------- | ----- |
| Copa América 2016 | Estados Unidos | 4° puesto | 6        | 3     |

### Participaciones en Copa Confederaciones
| Copa                      | Sede      | Resultado  | Partidos | Goles |
| ------------------------- | --------- | ---------- | -------- | ----- |
| Copa Confederaciones 2009 | Sudáfrica | Subcampeón | 5        | 3     |

## Estadísticas

### Clubes
Actualizado el 21 de enero de 2017.
| New England Revolution Estados Unidos |                     |     |     |    |    |    |     |     |     |
| 2004 | 27                  | 7   | 1   | 0  | 0  | 0  | 28  | 7   |     |
| 2005 | 30                  | 11  | 0   | 0  | 0  | 0  | 30  | 11  |     |
| 2006 | 23                  | 8   | 1   | 0  | 2  | 0  | 26  | 8   |     |
| Total | 80                  | 26  | 2   | 0  | 2  | 0  | 84  | 26  |     |
| Fulham F. C. Inglaterra |                     |     |     |    |    |    |     |     |     |
| 2006-07 | 10                  | 1   | 2   | 0  | 0  | 0  | 12  | 1   |     |
| 2007-08 | 36                  | 6   | 4   | 0  | 0  | 0  | 40  | 6   |     |
| 2008-09 | 35                  | 7   | 6   | 1  | 0  | 0  | 41  | 8   |     |
| 2009-10 | 29                  | 7   | 2   | 0  | 13 | 2  | 44  | 9   |     |
| 2010-11 | 37                  | 12  | 5   | 1  | 0  | 0  | 42  | 13  |     |
| 2011-12 | 37                  | 17  | 2   | 3  | 7  | 3  | 46  | 23  |     |
| Total | 184                 | 50  | 21  | 5  | 20 | 5  | 225 | 60  |     |
| Tottenham Hotspur Inglaterra |                     |     |     |    |    |    |     |     |     |
| 2012-13 | 29                  | 7   | 4   | 3  | 10 | 2  | 43  | 12  |     |
| Total | 29                  | 7   | 4   | 3  | 10 | 2  | 43  | 12  |     |
| Fulham F. C. Inglaterra | 2013-14             | 5   | 0   | 2  | 0  | 0  | 0   | 7   | 0   |
| Fulham F. C. Inglaterra | Total               | 5   | 0   | 2  | 0  | 0  | 0   | 7   | 0   |
| Seattle Sounders Estados Unidos |                     |     |     |    |    |    |     |     |     |
| 2013 | 9                   | 1   | 0   | 0  | 3  | 0  | 12  | 1   |     |
| 2014 | 29                  | 15  | 1   | 1  | 0  | 0  | 44  | 16  |     |
| 2015 | 20                  | 10  | 1   | 0  | 3  | 2  | 24  | 12  |     |
| 2016 | 17                  | 8   | 0   | 0  | 2  | 2  | 19  | 10  |     |
| Total | 75                  | 34  | 2   | 1  | 8  | 4  | 85  | 39  |     |
| Total en su carrera | Total en su carrera | 369 | 117 | 31 | 9  | 46 | 11  | 430 | 137 |
| (*) Incluye datos de la Postemporada de la MLS (2003/04, 2004/05, 2005/06, 2013, 2014) (**) Incluye datos de la FA Cup (2010/11, 2013/14); la Football League Cup (2011/12, 2012/13); la Lamar Hunt U.S. Open Cup (2013, 2014, 2015) (***) Incluye datos de la UEFA Europa League (2009/10, 2011/12, 2012/13) |                     |     |     |    |    |    |     |     |     |

### Selección nacional
- Actualizado al último partido jugado el 11 de octubre de 2017 - Trinidad y Tobago 2 - 1 Estados Unidos.

| Selección             | Año   | Amistosos | Amistosos | Copa Mundial | Copa Mundial | Copa de Oro | Copa de Oro | Eliminatorias Mundialistas | Eliminatorias Mundialistas | Copa Confederaciones | Copa Confederaciones | Copa América | Copa América | Total | Total |
| Selección             | Año   | Part.     | Goles     | Part.        | Goles        | Part.       | Goles       | Part.                      | Goles                      | Part.                | Goles                | Part.        | Goles        | Part. | Goles |
| --------------------- | ----- | --------- | --------- | ------------ | ------------ | ----------- | ----------- | -------------------------- | -------------------------- | -------------------- | -------------------- | ------------ | ------------ | ----- | ----- |
| Estados Unidos Sub-20 |       |           |           |              |              |             |             |                            |                            |                      |                      |              |              |       |       |
| 2003                  | 0     | 0         | 1         | 0            | 12           | 1           | -           | -                          | -                          | -                    | -                    | -            | 13           | 1     |       |
| Total                 | 0     | 0         | 1         | 0            | 12           | 1           | -           | -                          | -                          | -                    | -                    | -            | 13           | 1     |       |
| Estados Unidos        |       |           |           |              |              |             |             |                            |                            |                      |                      |              |              |       |       |
| 2004                  | 0     | 0         | -         | -            | -            | -           | 1           | 0                          | -                          | -                    | -                    | -            | 1            | 0     |       |
| 2005                  | 3     | 1         | -         | -            | 4            | 1           | 6           | 0                          | -                          | -                    | -                    | -            | 13           | 2     |       |
| 2006                  | 7     | 3         | 2         | 1            | -            | -           | -           | -                          | -                          | -                    | -                    | -            | 9            | 4     |       |
| 2007                  | 8     | 2         | -         | -            | 5            | 1           | -           | -                          | -                          | -                    | -                    | -            | 13           | 3     |       |
| 2008                  | 5     | 0         | -         | -            | -            | -           | 5           | 4                          | -                          | -                    | -                    | -            | 10           | 4     |       |
| 2009                  | 1     | 0         | -         | -            | -            | -           | 8           | 1                          | 5                          | 3                    | -                    | -            | 14           | 4     |       |
| 2010                  | 4     | 1         | 4         | 1            | -            | -           | -           | -                          | -                          | -                    | -                    | -            | 8            | 2     |       |
| 2011                  | 8     | 2         | -         | -            | 6            | 3           | -           | -                          | -                          | -                    | -                    | -            | 14           | 5     |       |
| 2012                  | 3     | 1         | -         | -            | -            | -           | 6           | 5                          | -                          | -                    | -                    | -            | 9            | 6     |       |
| 2013                  | 2     | 3         | -         | -            | -            | -           | 8           | 3                          | -                          | -                    | -                    | -            | 10           | 6     |       |
| 2014                  | 5     | 1         | 4         | 2            | -            | -           | -           | -                          | -                          | -                    | -                    | -            | 9            | 3     |       |
| 2015                  | 3     | 2         | -         | -            | 7            | 7           | -           | -                          | -                          | -                    | -                    | -            | 10           | 9     |       |
| 2016                  | 2     | 0         | -         | -            | -            | -           | 2           | 1                          | -                          | -                    | 6                    | 3            | 10           | 4     |       |
| 2017                  | 1     | 0         | -         | -            | 3            | 1           | 7           | 4                          | -                          | -                    | -                    | -            | 11           | 5     |       |
| Total                 | 52    | 16        | 10        | 4            | 25           | 14          | 42          | 17                         | 5                          | 3                    | 6                    | 3            | 141          | 57    |       |
| Total                 | Total | 52        | 16        | 11           | 4            | 37          | 15          | 42                         | 17                         | 5                    | 3                    | 6            | 3            | 154   | 58    |

### Goles con la selección nacional
| #  | Día                      | Lugar                                     | Oponente          | Marcador | Resultado | Competición                     |
| -- | ------------------------ | ----------------------------------------- | ----------------- | -------- | --------- | ------------------------------- |
| 1  | 28 de mayo de 2005       | Chicago, Estados Unidos                   | Inglaterra        | 1–2      | 1–2       | Amistoso                        |
| 2  | 7 de julio de 2005       | Seattle, Estados Unidos                   | Cuba              | 1–1      | 4–1       | Copa de Oro de la Concacaf 2005 |
| 3  | 2 de febrero de 2006     | San Francisco, California, Estados Unidos | Japón             | 2–0      | 3–2       | Amistoso                        |
| 4  | 1 de marzo de 2006       | Kaiserslautern, Alemania                  | Polonia           | 1–0      | 1–0       | Amistoso                        |
| 5  | 26 de mayo de 2006       | Cleveland, Ohio, Estados Unidos           | Venezuela         | 2–0      | 2–0       | Amistoso                        |
| 6  | 22 de junio de 2006      | Núremberg, Alemania                       | Ghana             | 1–1      | 1–2       | Copa Mundial de Fútbol de 2006  |
| 7  | 2 de junio de 2007       | San José, California, Estados Unidos      | China             | 3–1      | 4–1       | Amistoso                        |
| 8  | 7 de junio de 2007       | Carson, California, Estados Unidos        | Guatemala         | 1–0      | 1–0       | Copa de Oro de la Concacaf 2007 |
| 9  | 8 de septiembre de 2007  | Chicago, Estados Unidos                   | Brasil            | 2–2      | 2–4       | Amistoso                        |
| 10 | 15 de junio de 2008      | Carson, California, Estados Unidos        | Barbados          | 1–0      | 8–0       | Elminatorias 2010               |
| 11 | 15 de junio de 2008      | Carson, California, Estados Unidos        | Barbados          | 5–0      | 8–0       | Elminatorias 2010               |
| 12 | 6 de septiembre de 2008  | La Habana, Cuba                           | Cuba              | 1–0      | 1–0       | Elminatorias 2010               |
| 13 | 10 de septiembre de 2008 | Bridgeview, Illinois, Estados Unidos      | Trinidad y Tobago | 2–0      | 3–0       | Elminatorias 2010               |
| 14 | 21 de junio de 2009      | Rustenburg, Sudáfrica                     | Egipto            | 3–0      | 3–0       | Copa FIFA Confederaciones 2009  |
| 15 | 24 de junio de 2009      | Bloemfontein, Sudáfrica                   | España            | 2–0      | 2–0       | Copa FIFA Confederaciones 2009  |
| 16 | 28 de junio de 2009      | Johannesburgo, Sudáfrica                  | Brasil            | 1–0      | 2–3       | Copa FIFA Confederaciones 2009  |
| 17 | 5 de septiembre de 2009  | Sandy, Utah, Estados Unidos               | El Salvador       | 1–1      | 2–1       | Elminatorias 2010               |
| 18 | 30 de mayo de 2010       | Filadelfia, Pensilvania, Estados Unidos   | Turquía           | 2–1      | 2–1       | Amistoso                        |
| 19 | 12 de junio de 2010      | Rustenburg, Sudáfrica                     | Inglaterra        | 1–1      | 1–1       | Copa Mundial de Fútbol de 2010  |
| 20 | 7 de junio de 2011       | Detroit, Míchigan, Estados Unidos         | Canadá            | 2–0      | 2–0       | Copa de Oro de la Concacaf 2011 |
| 21 | 19 de junio de 2011      | Washington D. C., Estados Unidos          | Jamaica           | 2–0      | 2–0       | Copa de Oro de la Concacaf 2011 |
| 22 | 22 de junio de 2011      | Houston, Texas, Estados Unidos            | Panamá            | 1–0      | 1–0       | Copa de Oro de la Concacaf 2011 |
| 23 | 8 de octubre de 2011     | Miami, Florida, Estados Unidos            | Honduras          | 1–0      | 1–0       | Amistoso                        |
| 24 | 15 de noviembre de 2011  | Liubliana, Eslovenia                      | Eslovenia         | 2–1      | 3–2       | Amistoso                        |
| 25 | 29 de febrero de 2012    | Génova, Italia                            | Italia            | 1–0      | 1–0       | Amistoso                        |
| 26 | 8 de junio de 2012       | Tampa, Florida                            | Antigua y Barbuda | 2–0      | 3–1       | Eliminatorias Mundial 2014      |
| 27 | 12 de junio de 2012      | Ciudad de Guatemala, Guatemala            | Guatemala         | 1–0      | 1–1       | Eliminatorias Mundial 2014      |
| 28 | 7 de septiembre de 2012  | Kingston, Jamaica                         | Jamaica           | 1–0      | 1–2       | Eliminatorias Mundial 2014      |
| 29 | 16 de octubre de 2012    | Kansas City, Kansas                       | Guatemala         | 2–1      | 3–1       | Eliminatorias Mundial 2014      |
| 30 | 16 de octubre de 2012    | Kansas City, Kansas                       | Guatemala         | 3–1      | 3–1       | Eliminatorias Mundial 2014      |
| 31 | 6 de febrero de 2013     | San Pedro Sula, Honduras                  | Honduras          | 1–0      | 1–2       | Eliminatorias Mundial 2014      |
| 32 | 22 de marzo de 2013      | Commerce City, Colorado                   | Costa Rica        | 1–0      | 1–0       | Eliminatorias Mundial 2014      |
| 33 | 29 de mayo de 2013       | Cleveland, Ohio                           | Bélgica           | 2–4      | 2–4       | Amistoso                        |
| 34 | 2 de junio de 2013       | Washington D. C.                          | Alemania          | 3–1      | 4–3       | Amistoso                        |
| 35 | 2 de junio de 2013       | Washington D. C.                          | Alemania          | 4–1      | 4–3       | Amistoso                        |
| 36 | 6 de septiembre de 2013  | San José, Costa Rica                      | Costa Rica        | 1–2      | 1–3       | Eliminatorias Mundial 2014      |
| 37 | 1 de junio de 2014       | Harrison, Nueva Jersey                    | Turquía           | 2–0      | 2–1       | Amistoso                        |
| 38 | 16 de junio de 2014      | Natal, Brasil                             | Ghana             | 1–0      | 2–1       | Copa Mundial de Fútbol de 2014  |
| 39 | 22 de junio de 2014      | Manaus, Brasil                            | Portugal          | 2–1      | 2–2       | Copa Mundial de Fútbol de 2014  |
| 40 | 11 de febrero de 2015    | Los Ángeles, EE. UU.                      | Panamá            | 2–0      | 2–0       | Amistoso                        |
| 41 | 3 de julio de 2015       | Nashville, EE. UU.                        | Guatemala         | 3–0      | 4–0       | Amistoso                        |
| 42 | 7 de julio de 2015       | Frisco, Texas, EE. UU.                    | Honduras          | 1–0      | 2–1       | Copa de Oro 2015                |
| 43 | 7 de julio de 2015       | Frisco, Texas, EE. UU.                    | Honduras          | 2–0      | 2–1       | Copa de Oro 2015                |
| 44 | 10 de julio de 2015      | Foxboro, EE. UU.                          | Haití             | 1–0      | 1–0       | Copa de Oro 2015                |
| 45 | 18 de julio de 2015      | Baltimore, Maryland, EE. UU.              | Cuba              | 1–0      | 6–0       | Copa de Oro 2015                |
| 46 | 18 de julio de 2015      | Baltimore, Maryland, EE. UU.              | Cuba              | 5–0      | 6–0       | Copa de Oro 2015                |
| 47 | 18 de julio de 2015      | Baltimore, Maryland, EE. UU.              | Cuba              | 6–0      | 6–0       | Copa de Oro 2015                |
| 48 | 25 de julio de 2015      | Filadelfia, EE. UU.                       | Panamá            | 1–1      | 1–1       | Copa de Oro 2015                |
| 49 | 29 de marzo de 2016      | Columbus, EE. UU.                         | Guatemala         | 1–0      | 4–0       | Eliminatorias Mundial 2018      |
| 50 | 7 de junio de 2016       | Chicago, EE. UU.                          | Costa Rica        | 1–0      | 4–0       | Copa América 2016               |
| 51 | 10 de junio de 2016      | Filadelfia, EE. UU.                       | Paraguay          | 1–0      | 1–0       | Copa América 2016               |
| 52 | 10 de junio de 2016      | Seattle, EE. UU.                          | Ecuador           | 1–0      | 2–1       | Copa América 2016               |

## Palmarés

### Títulos nacionales
| Título                   | Equipo           | País           | Año  |
| ------------------------ | ---------------- | -------------- | ---- |
| Lamar Hunt U.S. Open Cup | Seattle Sounders | Estados Unidos | 2014 |
| Supporter's Shield       | Seattle Sounders | Estados Unidos | 2014 |
| Conferencia Oeste (MLS)  | Seattle Sounders | Estados Unidos | 2016 |
| Major League Soccer      | Seattle Sounders | Estados Unidos | 2016 |

### Torneos internacionales
| Título   | Equipo (*)     | Sede           | Año  |
| -------- | -------------- | -------------- | ---- |
| Copa Oro | Estados Unidos | Estados Unidos | 2005 |
| Copa Oro | Estados Unidos | Estados Unidos | 2007 |
| Copa Oro | Estados Unidos | Estados Unidos | 2017 |

### Distinciones individuales
| Distinción                                      | Año  |
| ----------------------------------------------- | ---- |
| Novato del Año de la MLS                        | 2004 |
| Futbolista Honda del Año                        | 2006 |
| Balón de Bronce de la Copa FIFA Confederaciones | 2009 |
| Futbolista Honda del Año                        | 2011 |
| Futbolista del Año en Estados Unidos            | 2011 |
| Futbolista del Año en Estados Unidos            | 2012 |
| Futbolista del Año Fútbol de Primera            | 2012 |

| Predecesor: Damani Ralph | Novato del Año de la Major League Soccer 2004 | Sucesor: Michael Parkhurst |